# Sciara fletcherae
Sciara fletcherae är en tvåvingeart som beskrevs av Senior-white 1921. Sciara fletcherae ingår i släktet Sciara och familjen sorgmyggor. Inga underarter finns listade i Catalogue of Life.